# Mascarenichthys
Mascarenichthys is een geslacht van straalvinnige vissen uit de familie van naaldvissen (Bythitidae).

## Soorten
- Mascarenichthys heemstrai Schwarzhans & Møller, 2007
- Mascarenichthys microphthalmus Schwarzhans & Møller, 2007
- Mascarenichthys remotus Schwarzhans & Møller, 2011